# Pieve di Santa Maria dello Spino
La pieve di Santa Maria dello Spino è un luogo di culto cattolico che si trova nei pressi di Monticchiello, nel comune di Pienza, in provincia di Siena, diocesi di Montepulciano-Chiusi-Pienza.
Appartenne alla diocesi di Chiusi fino alla creazione di quella di Pienza nel 1462.
Nel 1500 era cadente, e fu ricostruita, come attesta una lapide nella facciata, dalla famiglia Saracini nel 1570.
Attualmente viene officiata una volta all'anno in occasione della festa del Corpus Domini. Si presenta con la facciata in pietra arenaria e piccolo campanile a vela.
Ad unica navata, ha subito probabilmente restauri nel XVIII secolo, come dimostra l'unico altare di forme barocche.